# Bruchophagus fellis
Bruchophagus fellis is een vliesvleugelig insect uit de familie Eurytomidae. De wetenschappelijke naam is voor het eerst geldig gepubliceerd in 1928 door Girault.